# Teenage Hate
Teenage Hate  es el primer álbum de estudio debut de la banda estadounidense de rock: The Reatards. En la cual es el álbum más conocido y el mayor trabajo de la banda durante su periodo.
El álbum mezcla diversos estilos incluyendo el rockabilly, power pop, post-punk revival y el southern rock.
Hoy en día es un álbum de culto y buscado por coleccionistas del rock.

## Lista de canciones
El álbum tiene 3 covers de los grupos y el músico Fear, Dead Boys y Buddy Holly.

Todas las canciones escritas y compuestas por The Reatards (a excepción de los covers). 
| Teenage Hate (CD) |                                                  |          |  |
| N.º               | Título                                           | Duración |  |
| 1.                | «I'm So Gone»                                    | 1:26     |  |
| 2.                | «Stacye»                                         | 1:25     |  |
| 3.                | «I Love Livin' in the City (Cover Fear)»         | 1:37     |  |
| 4.                | «When I Get Mad»                                 | 2:51     |  |
| 5.                | «C'mon Over»                                     | 1:59     |  |
| 6.                | «Out Of My Head Into My Bed»                     | 1:38     |  |
| 7.                | «You Fucked Up My Dreams»                        | 2:46     |  |
| 8.                | «It Ain't Me»                                    | 2:15     |  |
| 9.                | «Down In Flames (Cover Dead Boys)»               | 2:19     |  |
| 10.               | «Gotta Rock'n'Roll»                              | 1:16     |  |
| 11.               | «Memphis Blues»                                  | 2:28     |  |
| 12.               | «Quite All Right»                                | 2:27     |  |
| 13.               | «Fashion Victim»                                 | 1:41     |  |
| 14.               | «Old News Baby»                                  | 1:44     |  |
| 15.               | «Not Good Enough For You»                        | 1:40     |  |
| 16.               | «Rock Around With Ollie Vee (Cover Buddy Holly)» | 2:33     |  |
| 17.               | «Not Your Man»                                   | 1:36     |  |
| 18.               | «I Can Live Without You»                         | 3:06     |  |
| 36:47             |                                                  |          |  |

### Sencillos en la versiones de casete
En las versiones de casete se encuentran los siguientes sencillos en las ediciones "The Reatards Cassette" y "Fuck Elvis Here's The Reatards Cassette".
The Reatards Cassette
En esta edición se contienen los covers de Johnny Vomit & The Dry Heaves y Lil' Bunnes.

Todas las canciones escritas y compuestas por The Reatards (a excepción de los covers). 
| The Reatards Cassette |                                                               |          |  |
| N.º                   | Título                                                        | Duración |  |
| 1.                    | «Black September (Cover Johnny Vomit & The Dry Heaves cover)» | 1:34     |  |
| 2.                    | «Chuck Taylors All Stars Blues»                               | 1:35     |  |
| 3.                    | «I Lie To»                                                    | 0:43     |  |
| 4.                    | «Memphis Blues»                                               | 2:46     |  |
| 5.                    | «On The Go»                                                   | 1:39     |  |
| 6.                    | «Give It To Me»                                               | 2:21     |  |
| 7.                    | «Carot Belly Bunny Blues (Cover Lil' Bunnies)»                | 0:54     |  |
| 8.                    | «You Build Me Up Just To Bust Me Back Down»                   | 1:26     |  |
| 9.                    | «Your The One»                                                | 2:11     |  |
| 10.                   | «When I Get Mad»                                              | 2:39     |  |
| 11.                   | «Get The Fuck Out Of My House»                                | 1:43     |  |
| 19:31                 |                                                               |          |  |

Fuck Elvis Here's The Reatards Cassette
En esta edición se contienen los cover de los grupos The Litter y The Beatles.

Todas las canciones escritas y compuestas por The Reatards (a excepción de los covers). 
| Fuck Elvis Here's The Reatards Cassette |                                             |          |  |
| N.º                                     | Título                                      | Duración |  |
| 1.                                      | «You Build Me Up Just To Bust Me Back Down» | 1:33     |  |
| 2.                                      | «You Ain't No Fun No Mo»                    | 1:31     |  |
| 3.                                      | «I Lie Too»                                 | 0:39     |  |
| 4.                                      | «Give It To Me»                             | 1:58     |  |
| 5.                                      | «C'Mon Over»                                | 1:56     |  |
| 6.                                      | «Not Your Man»                              | 1:43     |  |
| 7.                                      | «Your Old News Baby»                        | 1:52     |  |
| 8.                                      | «Crazy Man»                                 | 2.27     |  |
| 9.                                      | «Action Woman (Cover The Litter)»           | 2:02     |  |
| 10.                                     | «I'm Down (Cover The Beatles)»              | 1:54     |  |
| 17:35                                   |                                             |          |  |

## Personal
Todas las letras están compuestas por Jay Reatard (exceptuando los covers) y todas la composiciónes fueron realizados por todos los miembros durante la formación original del grupo en la realización del álbum.
- Jay Reatard - vocal, guitarra
- Sean Redd "Albundy" - vocal de apoyo, guitarra
- Ryan Rousseau "Wong" - vocal de apoyo, batería

### Personal adicional
- Jim Cole - fotografía